# Pashley Cycles

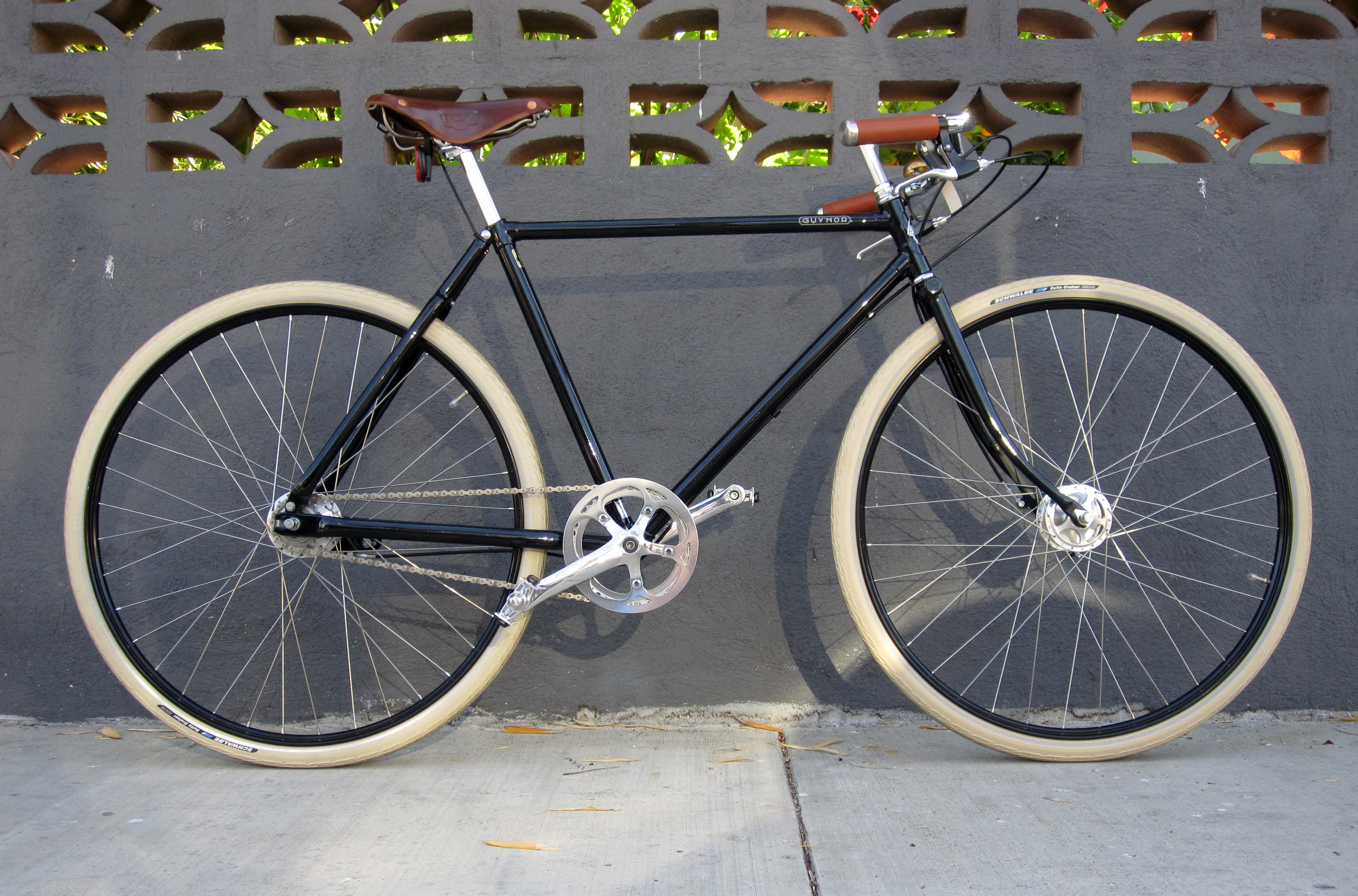
Pashley Guv'nor, la superior de la línea

Pashley Cycles es un fabricante británico de bicicletas en Stratford-upon-Avon en Warwickshire, Inglaterra. La compañía ha estado haciendo bicicletas durante más de 70 años. El equipo se dedica a diseñar y producir a mano una gran variedad de bicicletas clásicas y contemporáneas.

## Historia

### Primeros años
Pashley Cycles se formó por William Rathbone ‹Rath› Pashley en 1926. Había sido piloto en un despacho en la Primera Guerra Mundial y un aprendiz de ingeniería con Austin Motor. La compañía fue originalmente Pashley y Barber (el nombre de soltera su esposa). Se fabrican todo tipo de bicicletas, pero las bicicletas de reparto, o Deli bikes, traducidas como «bicicletas de delicatessen» o popularmente conocidas como las panaderas, hizo de Pashley su nombre. 

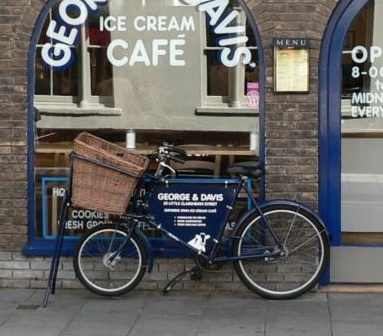
Bicicleta de reparto Pashley Delibike azul con una capacidad de carga de 25 kilos en Oxford, Inglaterra.

Su primer local fue en Digbeth en Birmingham, pero el aumento de la demanda lo llevó a instalaciones de mayor tamaño en el Aston. En 1936 Pashley Carrier Cycles (bicicletas de reparto Pashley) se convirtió en bicicletas de reparto WR Pashley Ltd. Todos los componentes se fabricaban en casa, excepto los tubos y los racores. Esto permitió un desarrollo constante y el control de calidad.
Después de la Gran Depresión, Pashley suministro triciclos de reparto a una empresa de fabricación y comercialización de helados, Wall's ice cream, Stop Me and Buy One (Pareme y compre uno), con dos ruedas en la parte delantera. Dos ruedas de transporte de carga frontal como las pequeñas ruedas de las bicicletas de reparto, se convirtieron en favoritos de los carniceros, lecheros y viticultores.
Con la Segunda Guerra Mundial, se dirigió a la producción de municiones y carrocero transformando Rolls-Royces y Daimlers en ambulancias de la defensa civil. Después de la guerra la empresa fabricó pequeños vehículos motorizados. El Pashley Pelican era un Rickshaw transportista utilizando Royal Enfield con partes delanteras de motocicletas BSA. Estos, con las bicicletas de reparto, demostraron ser muy popular en Dinamarca, Holanda, Sudáfrica y Argentina. La policía canadiense utilizaba a los rickshaw motorizados para recoger el dinero de los parquímetros.

### Años ‘60
La década de 1960 fue una época crucial para Pashley. El hijo de Rath, Richard, tomó el control de la empresa sobre la jubilación de su padre. Dick se había mudado recientemente a Stratford-upon-Avon, y tomó la valiente decisión de trasladar la empresa de Aston a nuevas instalaciones en Masons Road, Stratford. Hubo un tiempo en que, Pashley tenía tres fábricas en todo en el área de la carretera Masons. El Gerente de Producción John Kirby empezó a trabajar para la compañía en 1968 y permanece con Pashley hasta nuestros días.
En los ‘60 Pashely comenzó a suministrar a la General Post Office (La Oficina General de Correos británico) después de que haber cerrado el proveedor anterior, la cooperativa Co-op. El contrato inicial se dividió entre Pashley, Wearwell y Harmanco. Pashley finalmente tomó la totalidad del contrato y que hasta hoy en día, lo sigue siendo. Con 37.000 bicicletas, la Oficina de Correos del Reino Unido sigue siendo el mayor cliente de Pashley, principalmente la Pashley MailStar.
Con la demanda interna para el sector industrial y transportista de bicicletas disminuyendo en la década de 1960, la producción principal fue de remolques para automóviles Freeman y otras empresas de catálogo. Con el traslado a Masons Road en Stratford-upon-Avon en 1963 llegó de nuevo a un cambio a la producción de bicicletas.
El hijo de William Pashley, Richard se dio cuenta de que el triciclo de carga, podría convertirse para los reacios en andar en bicicleta. El resultado fue la Pashley Picador. Más baja y ligera que su homólogos industriales, se utilizan tubos redondeados en lugar de un cuadro de corte tipo cuadrado. Con el centro de gravedad bajo, este triciclo con ruedas de 50 cm fue muy estable y perfecto para llevar niños pequeños o ir de compras, miles de ellos se han vendido desde entonces y pasaron muchos años antes de que otros fabricantes la adoptaran, al Picador también se le agregó una bici remolque con dos ruedas; el Add-1, incluso, adaptable también a las bicis regulares.
Pashley continuo adaptando bicicletas de carga para el transporte público. La plataforma delantera fue retirada y las pequeñas ruedas delanteras sustituidas para transformarlo en una bicicleta de trabajo con ruedas del mismo tamaño, adaptándose muy bien al el típico bobby (oficial de policía) inglés. A lo largo de los años Pashley también produjo el clásico roadster. A mediados de los años 1970, Pashley comenzó a producir un triciclo para niños, el Pickle, basada en el Raleigh Winkie de la década de 1950. 
Pashley continuó a proporcionando bicicletas a la Oficina de Correos a través de los decenios de 1970 y 80. También adquirido Gundles en 1974, el «otro» fabricante de bicicletas de trabajo. Pashley comenzó a hacer tándems y triciclos adaptados para necesidades especiales. 

### 1978 en adelante
A medida en que las bicicletas roadster tradicionales comenzaron siendo eliminadas de las gamas de otros fabricantes británicos, Pashley decidió enfocarse en los roadsters clásicos. En los años 1980 y 1990 algunas compañías venden las Pashley roadsters bajo licencia con otros nombres. Las roadsters fueron construidos con el diseño original de 1920. Durante muchos años, versiones de estas vieron servicio en grandes números bajo el patrocinio de UNICEF. Pashley sigue haciendo una bicicleta roadster tradicional y sigue siendo en demanda en el Reino Unido y para los mercados de exportación.

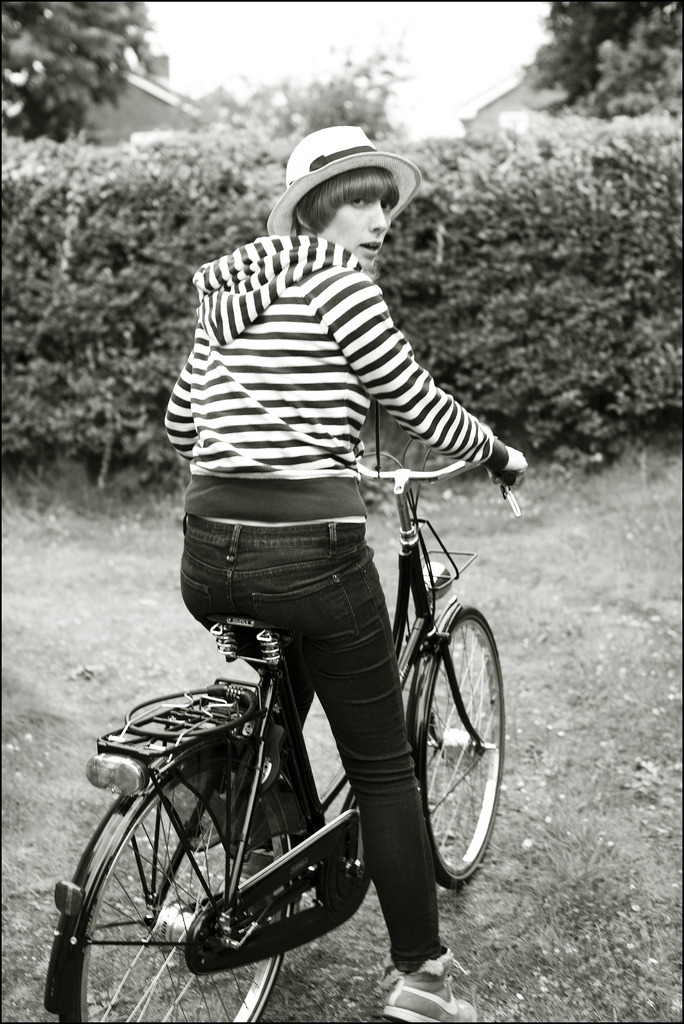
Pashley Princess

Hacia finales de la década de los ‘70, Pashley lanzó lo que es hoy en día su modelo más emblemático, la bicicleta de paseo Pashley Princess.
Todo comenzó en el International Cycle Show  de 1978, uno de los modelos más populares fue la Pashley Princess, la «princesa» fue una elegante bicicleta para damas color negro Buckingham de cuadro doble curvo con racores, ruedas de 28 pulgadas (635 mm) con llantas tipo Westwood, cesta de mimbre, protector de cadena, frenos con accionamiento de varilla y cambios de buje Sturmey-Archer de tres velocidades, y para rematar, un sillín de cuero «Brooks B17 S», y un timbre ding dong, todo por £94.00, Pashley declararo que sus «princesas» tenían una gran demanda, especialmente de Francia. Posiblemente este haya sido inicio del auge de las bicicletas clásicas,... o la fiebre por objetos británicos nostálgicos «Made in England», sea como sea,  hoy en día siguen en pie, aunque con potentes frenos de tambor y neumáticos muy superiores.
Pashley lanzó triciclo para niños «Pickle» en 1981, que era estrechamente inspirado en los triciclos de los niños de la década de 1950 y contó con bujes con rodamiento de bolas, dirección, eje pedalier y los pedales. Esto hizo que fuera mejor para andar y más resistente que los competidores más baratos. Tándems Pashley hicieron una reaparición a finales de 1970 con la introducción del «Tourmaster». Estos fueron construidos con líneas más simples que los tándems convencionales, y, como el Picador, utilizan una construcción sin racores. Como resultado, ellos eran baratos y popular.

## Modelos

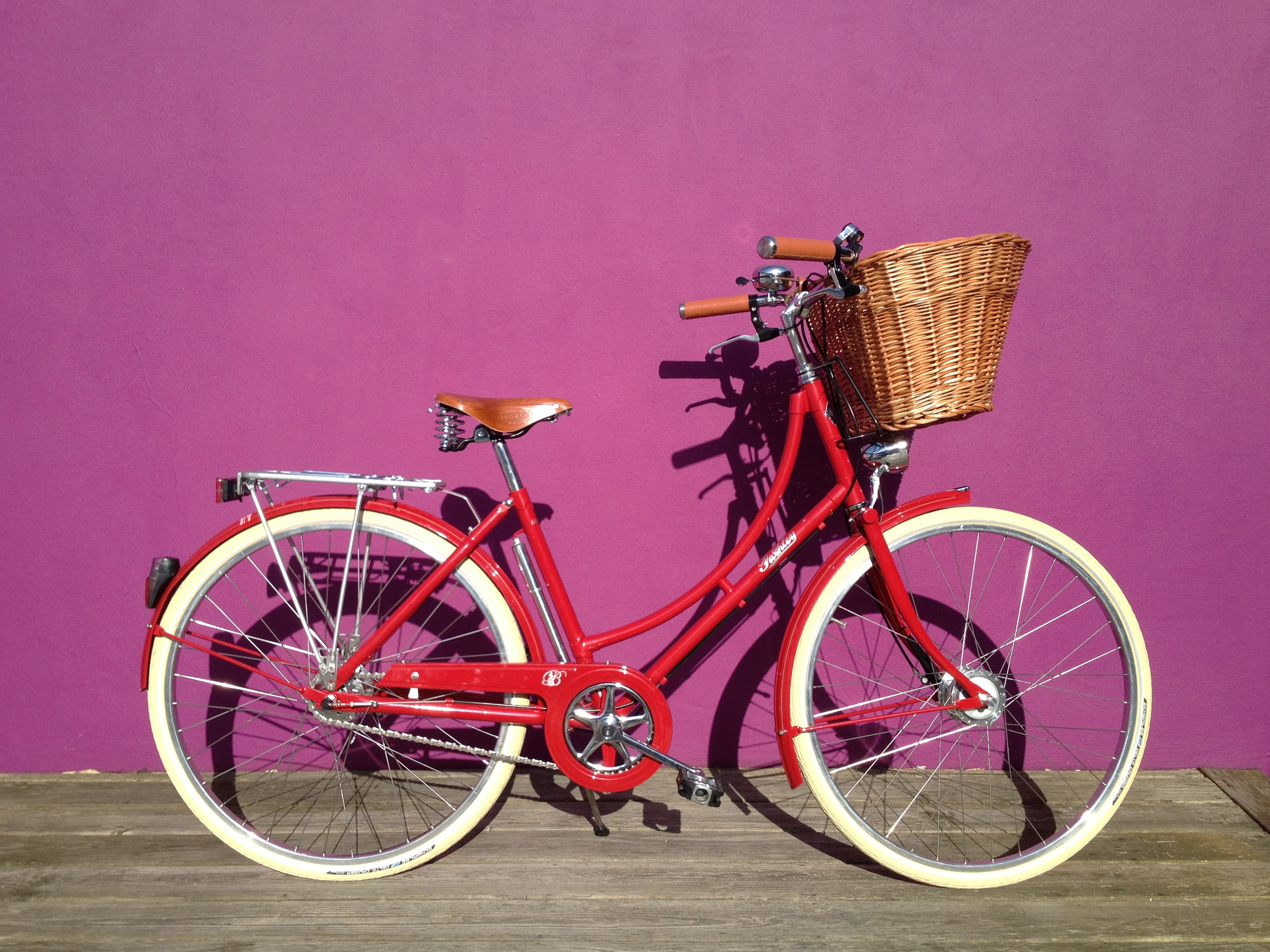
Pashley Brittania

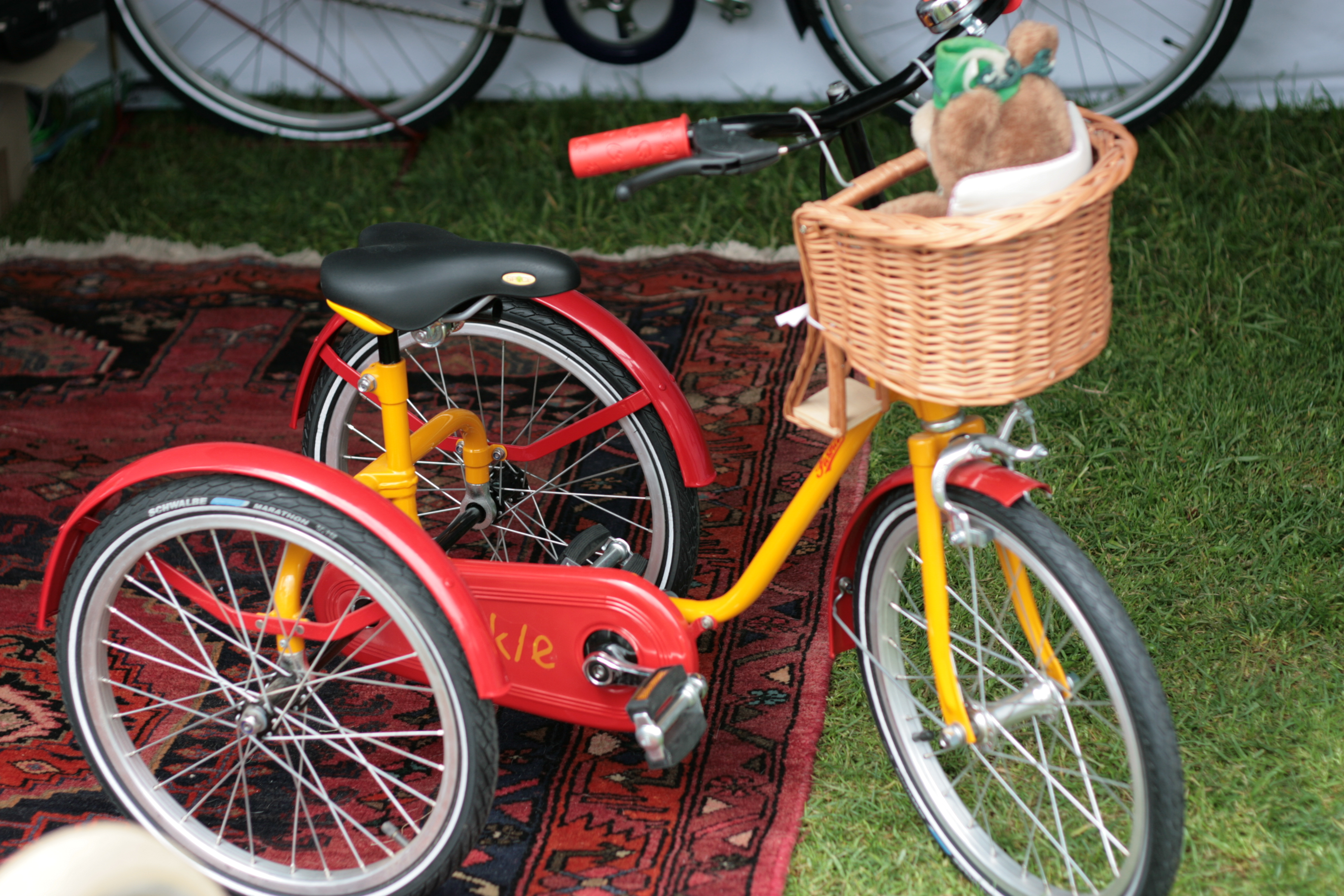
Pashley Pickle

(Lista parcial)
 Clásica 
- Princess Sovereign (damas)
- Roadster Sovereign (caballeros)
- Brittania (damas)
- Guv'nor
- Clubman
- Speed 5[5]

 Contemporánea 
- Tube Rider
- Paramount (caballeros)
- Provence (damas)

 Triciclos 
- Picador (mixto)
- Tri-1 (mixto/plegable)
- Pickle (niños)

 Otros 
- Add-1  (bicicleta remolque)

 De reparto 
- Pronto
- Mailstar
- Loadstar
- Courier
- Delibike
- Classic 33

## Vídeos
- www.youtube.com Vídeo Pashley Bicycles @ Interbike 2010 Part 1
- www.youtube.com Vídeo Pashley Bicycles @ Interbike 2010 Part 2
- www.youtube.com Vídeo Pashley Princess Sovereign explores Edmonton
- How Pashley Cycles are Made and Why en Vimeo
- www.flickr.com Vídeo elegance in motion

- Wikimedia Commons alberga una categoría multimedia sobre Pashley Cycles.

- Datos: Q7141983
- Multimedia: Pashley bicycles / Q7141983